# Бентовин, Борис Ильич
Борис Ильич Бентовин (1865—1929) — драматург, театральный критик, журналист.

## Биография
Потомок евреев, выходцев из Испании. Родители Бентовина занимались торговлей. С 1867 года семья Бентовиных жила в Петербурге. Окончил 5-ю петербургскую гимназию (1884), Военно-медицинскую академию (1890). В 1887 году начал печататься в театральном отделе газет «Эхо» и «Минута». Заведовал театральным отделом газеты «Русская жизнь» (1891―1893), сотрудник «Новостей и биржевой газеты» (1895―1906). Бентовин ― один из основных сотрудников редактируемого А. Р. Кугелем журнала «Театр и искусство». Параллельно печатался в ряде других газет и журналов (рассказы, фельетоны, статьи). Член Общества русских драматических писателей и оперных композиторов (с 1902). Член правления, бессменный секретарь Союза драматических и музыкальных писателей (с 1904). Инициатор создания Союза театрально-драматических критиков.
Автор многочисленных социально-бытовых комедий с элементами сатиры на нравы и бюрократию дореволюционной России (ставились в Литейном, Михайловском театрах, театре Корша и др.) , в том числе «С жиру бесится» (1888), «Спекулянты» (1917), одноактных водевильно-фарсовых миниатюр, в том числе «Бабье царство» (1890), «Бездна» (1900), «Втроём» (1913).
Бентовин переводил и переделывал фарсы французских авторов. Совместно с И. Ф. Манасевичем-Мануйловым написал эксцентрические фарсы «Дама под вуалью» (1899), «Каракагуа ХХV-ый» (1899). Опубликовал статью «Звериные пьесы. Фарс; его история, развитие, настоящее и вероятное будущее» (1897). Стихотворения в прозе - сборник «50 миниатюр» (1897) ― Кугель считал удобными для мелодекламации. Водевильные короткие новеллы ― сборник «Роковые галоши и другие рассказы» (1901) - легко переделывались автором в пьесы, наnример, драматический эскиз по одноименному рассказу «Весна пришла» (1905).
Член репертуарной комиссии политотдела 7-й армии (1919―1920). Для армейской труппы написал пьесу «Царь-провокатор (Николай I и декабристы)» (1920). В 1920 году в газете «Жизнь искусства» опубликовал цикл статей «Провинциальные очерки» ― о деревенских и рабоче-крестьянских театрах, о театрально-литературной уездной периодике. В 1922―1924 гг. вёл театральную хронику Петрограда в ряде журналов.